# Francesco Sizzi
Francesco Sizzi (... – Parigi, 1618) è stato un astronomo e astrologo italiano, contemporaneo di Galileo Galilei.
Francesco Sizzi contestò le scoperte galileiane del Sidereus Nuncius, ma ebbe il merito di accorgersi per primo dell'inclinazione della traiettoria apparente con cui le macchie solari sembrano spostarsi sulla superficie solare, un fenomeno importante per supportare il movimento di rotazione della Terra.

## L'opposizione alSidereus Nuncius
Nel 1611, l'anno successivo a quello in cui Galileo aveva comunicato l'esistenza dei quattro satelliti di Giove, Sizzi pubblicò il libro Dianoia astronomica, optica, physica, qua Syderei Nuncij rumor de quatuor planetis à Galilaeo Galilaeo mathematico celeberrimo recens perspicillì cuiusdam ope conspectis, vanus redditur ("Conoscenza razionale astronomica, ottica e fisica con la quale si vanifica la recente notizia del messaggero celeste sui quattro pianeti visti dal celeberrimo matematico Galileo Galilei per mezzo di un particolare occhiale"). In esso argomentava che non possono esistere più di sette pianeti, dato che vi sono solo sette metalli, sette giorni della settimana, sette orifizi del corpo umano, ecc. I nuovi pianeti di Galileo sconvolgevano quindi le convinzioni consolidate di "cosmologia correlativa" fra macrocosmo e microcosmo, condivise dalle più diverse civiltà dal tempo dei Sumeri a quello dell'ermetismo rinascimentale.

## Le macchie solari
Nel 1612-1613 Sizzi si recò in Francia dove condusse assieme ad astronomi francesi osservazioni sistematiche delle macchie solari. Osservandole per diversi giorni, essi notarono che la traiettoria apparente delle macchie solari, dovuta alla lenta rotazione del Sole su sé stesso, aveva un'inclinazione leggermente diversa nelle quattro stagioni. Il 10 aprile 1613, quindi, Sizzi scrisse a Orazio Morandi, un amico di Galileo, per confermargli che Galileo aveva ragione ad affermare che le macchie non sono ogni giorno diverse, ma sembrano spostarsi con velocità uniforme sulla superficie solare (a parte la variazione apparente di distanza dovuta alla proiezione su un piano della superficie "globosa" del Sole) e simultaneamente annunciargli che la direzione della loro traiettoria cambiava con le stagioni. Morandi passò subito la notizia a Galileo, che nel 1632 la utilizzò nel suo Dialogo sopra i due massimi sistemi.
Nei sistemi geo-rotazionali, cioè nel sistema copernicano e nel sistema ticonico modificato da Longomontano il fenomeno si spiega assumendo che il Sole abbia un asse di rotazione non perpendicolare al piano dell'eclittica. Nei sistemi geo-statici di Tolomeo e di Tycho Brahe, invece, occorre ipotizzare anche un complicato moto precessionale dell'asse di rotazione del Sole.